# براد رايت
براد رايت هو منتج تلفزيوني، كاتب وممثل كندي. معروف أكثر لإنشائه مسلسل ستارغيت إس جي 1 مع جوناثان غلاسنر، ومسلسل ستارغيت أتلانتس مع روبرت س. كوبر ومسلسل ستارغيت يونيفريس أيضا مع كوبر. ولد في تورنتو، أونتاريو، بكندا.
قبل أن يشرع في سلسلة ستارغيت، كان منتج مساعد وكتب لمسلسل ذي أوتر ليميتس سنة 1995. كما كتب نصوص العديد من المسلسلات الأخرى مثل نيون رايدر، مغامرات الستاليون السودء، والأوديسة.

## روابط خارجية
- براد رايت على موقع IMDb (الإنجليزية)
- براد رايت على موقع ألو سيني (الفرنسية)
- براد رايت على موقع قاعدة بيانات الفيلم (الإنجليزية)
- براد رايت على موقع كينوبويسك (الروسية)